# Blood Diamond
Blood Diamond is een Amerikaanse film uit 2006. De film die genomineerd is voor een Academy Award is geregisseerd door Edward Zwick. In de hoofdrol spelen Leonardo DiCaprio, Jennifer Connelly en Djimon Hounsou. De titel refereert aan de bloeddiamanten. Dit zijn diamanten die worden gewonnen in oorlogsgebieden en worden verkocht ter ondersteuning van deze conflicten. Op 23 januari 2007 werd de film genomineerd voor 5 Academy Awards, waaronder Beste acteur (Leonardo DiCaprio) en Beste mannelijke bijrol (Djimon Hounsou).

## Verhaal
De film speelt zich af ten tijde van de burgeroorlog in Sierra Leone. De film portretteert een land dat is verscheurd door de strijd tussen de overheid en de rebellen, beide partijen maken zich nauwelijks zorgen over de onschuldige burgerslachtoffers.
De film begint met de gevangenneming van de visser Solomon Vandy (Djimon Hounsou) door de Revolutionary United Front (RUF). Gescheiden van zijn familie wordt Solomon slaaf gemaakt en te werk gesteld in de diamantmijnen onder commando van Kapitein Poison (David Harewood). De diamanten worden gebruikt door de RUF om hun wapens te bekostigen.
Terwijl hij aan het werk is in de diamantvelden vindt Solomon een grote roze diamant. Enkele momenten voordat het regeringsleger een aanval inzet op de rebellen ziet Kapitein Poison Solomon met de diamant, maar hij heeft nog net genoeg tijd om de diamant te begraven voordat ze gevangen worden genomen.
In de gevangenis ontmoet Solomon Danny Archer (Leonardo DiCaprio), een ex-South African Defence Force (SADF) soldaat, gearresteerd wegens diamantsmokkel voor een Zuid-Afrikaanse huurling genaamd Kolonel Coetzee. Als Archer Kapitein Poison hoort schreeuwen tegen Solomon over de ontdekking van de roze diamant, neemt hij zich voor deze steen te vinden. Hij biedt Solomon zijn hulp aan om zijn familie te vinden in ruil voor de diamant.

## Rolverdeling
| Acteur            | Rol             |
| ----------------- | --------------- |
| Leonardo DiCaprio | Danny Archer    |
| Djimon Hounsou    | Solomon Vandy   |
| Jennifer Connelly | Maddy Bowen     |
| Michael Sheen     | Simmons         |
| Arnold Vosloo     | Colonel Coetzee |